# Jožko Štrukelj
Jožko Štrukelj, slovenski pravnik politik in gospodarstvenik, * 31. december 1928, Solkan, † 21. februar 2009, Nova Gorica.
Štrukelj je leta 1951 diplomiral na ljubljanski PF. Po končanem študiju je sprva delal kot sodnik in odvetnik v Novi Gorici. V letih 1963−1967 je bil predsednik skupščine občine Nova Gorica, nato republiški poslanec in član Izvršnega sveta Skupščine SRS in bil med pristaši politike Staneta Kavčiča. Kot namestnik guvernerja Narodne banke Jugoslavije  si je od 1972 prizadeval za povečanje konvertibilnosti jugoslovanskega dinarja.leta 1972 je postal generalni direktor podjetja Metalka v Ljubljani, nato pa eden vodilnih delavce v Ljubljanski banki, zaslužen za njen vstop na italijanski bančni trg. Leta 1994 je dal pobudo za ustanovitev nestrankarskega Foruma za Goriško s sedežem v Novi Gorici.